# Antoni Kozłowski (inżynier)
Antoni Kozłowski (ur. 3 maja 1890 w Białymstoku, zm. 28 września 1955 w Gdańsku) – polski inżynier mechanik, nauczyciel, profesor nadzwyczajny Politechniki Warszawskiej i profesor nadzwyczajny Politechniki Gdańskiej, specjalista w dziedzinie kotłów parowych i maszynoznawstwa.

## Życie i działalność
W 1907 roku ukończył Szkołę Realną w Charkowie. W 1915 roku uzyskał absolutorium, 20 maja 1917 roku ukończył studia wyższe w Instytucie Politechnicznym w Piotrogrodzie jako inżynier mechanik I kategorii. W latach 1915–1916 pracował jako inżynier rewident w fabrykach broni, w firmie Brabocck and Wilkox Ltd. w Piotrogrodzie, w 1917 roku był zatrudniony w fabryce Atlas-Piotrogród. W latach 1917–1920 był naczelnikiem Wydziału Budowy Maszyn w Radzie Gospodarczo-Ludowej. W 1920 roku został mianowany naczelnikiem Wydziału Remontu w Dyrekcji Kolei Środkowoazjatyckiej w stolicy Uzbekistanu – Taszkiencie. Od października 1920 roku do sierpnia 1921 roku pracował w Głównym Zarządzie Kolei w stolicy Turkmenistanu – Aszchabadzie oraz jako nauczyciel w Technikum Kolejowym. Od grudnia 1921 roku mieszkał w Białymstoku. W latach 1921–1927 pracował w Stowarzyszeniu Dozoru Kotłów w Warszawie, na stanowisku inżyniera rewidenta do badań cieplnych. 7 kwietnia 1922 roku zorganizował oddział Stowarzyszenia Dozoru Kotłów w Białymstoku, którego był pierwszym kierownikiem (w latach 1921-1928). W latach 1928–1939 był zastępcą dyrektora i kierownikiem oddziału Stowarzyszenia Dozoru Kotłów w Lublinie. W 1939 roku został członkiem Rady Nadzorczej Lubelskiego Zjednoczenia Elektryfikacyjnego.  
18 września 1939 roku aresztowany przez Niemców, po kilku miesiącach uwolniony. Od 1942 roku był żołnierzem Armii Krajowej w okręgu Lublin zajmując się kolportażem i edycją prasy podziemnej. W okresie okupacji hitlerowskiej pracował na stanowisku inspektora kotłów w Stowarzyszeniu Dozoru Technicznego Kotłów w Lublinie. Po wyzwoleniu Lublina 24 lipca 1944 roku uczestniczył w uruchomieniu elektrowni na stanowisku inspektora technicznego. 
Od lutego do września 1945 roku był wykładowcą Politechniki Warszawskiej, z tymczasową siedzibą w Lublinie, na stanowisku zastępcy profesora. 1 czerwca 1945 roku został mianowany profesorem nadzwyczajnym.
Od 30 września 1945 roku pracował na Politechnice Gdańskiej, gdzie pełnił funkcje na Wydziale Budowy Okrętów: od 1 października do grudnia 1945 roku – kierownika Katedry Pomiarów, Badań Maszyn i Gospodarki Cieplnej oraz Kotłów Parowych, w latach 1946-1955 – kierownika Katedry i Zakładu Kotłów Parowych i Maszynoznawstwa, w latach 1945-1947 – kierownika Laboratorium Maszynowego. W latach 1949–1954 na Wydziale Budowy Okrętów Politechniki Gdańskiej został kierownikiem Biura konstrukcyjnego – projektował z zespołem kotły parowe typu Mowden-Johnson, zostały zastosowane na statki-rudowęglowce typu SS „Sołdek” w Stoczni Gdańskiej. 
Był twórcą i współtwórcą kilkudziesięciu projektów, ekspertyz dotyczących systemu grzewczego, kotłowni, maszyn parowych, kominów, artykułów nt. kotłów parowych, statków i okrętów, silników spalinowych, kotłowni.  
W 1926 roku był pierwszym prezesem i organizatorem oddziału Stowarzyszenia Inżynierów i Techników Mechaników Polskich w Białymstoku, w latach 1935-1939 został wiceprezesem Stowarzyszenia Inżynierów i Techników Mechaników Polskich (SIMP). W latach 1946–1947 pełnił funkcję przewodniczącego Oddziału SIMP w Gdańsku. W latach 1945–1950 był nauczycielem w Państwowym Liceum Budowy Okrętów w Gdańsku. W latach 1949–1950 pracował w Szkole Inżynierskiej Naczelnej Organizacji Technicznej. W latach 1945–1947 opracowywał projekty kotłów dla Polskiej Marynarki Handlowej i Zjednoczenia Stoczni Polskich. W latach 1950–1955 był doradcą technicznym Centralnego Zarządu Przemysłu Okrętowego.

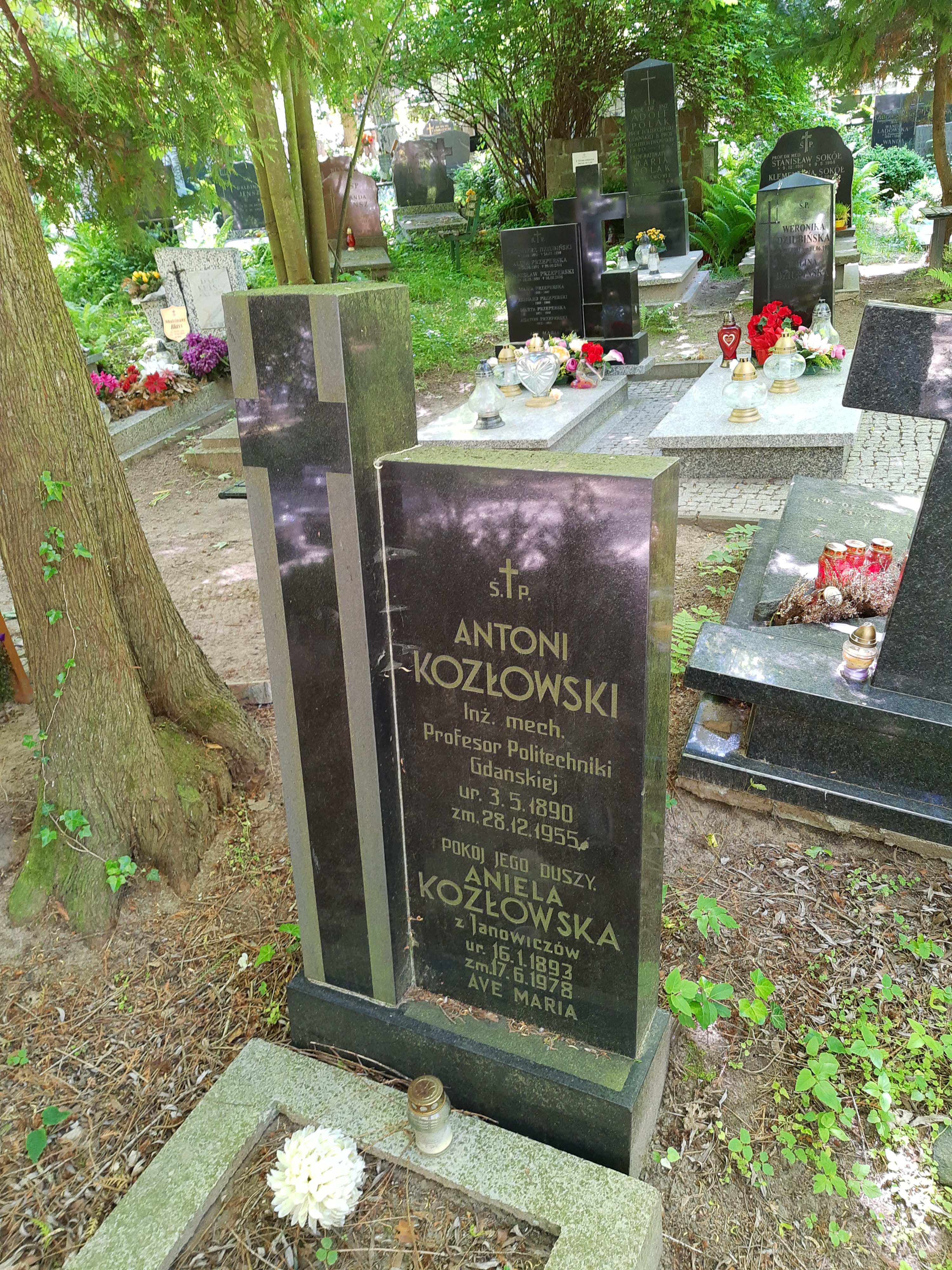
Grób prof. Antoniego Kozłowskiego na cmentarzu Srebrzysko

Pochowany na gdańskim cmentarzu Srebrzysko (rejon IX, kwatera profesorów, rząd 1).

## Publikacje wybrane
- Maszynoznawstwo ogólne, Poznań 1951.

## Nagrody, wyróżnienia, odznaczenia
- Złoty Krzyż Zasługi (1955)
- Medal 10-lecia Polski Ludowej (1955)